# Franz Suter

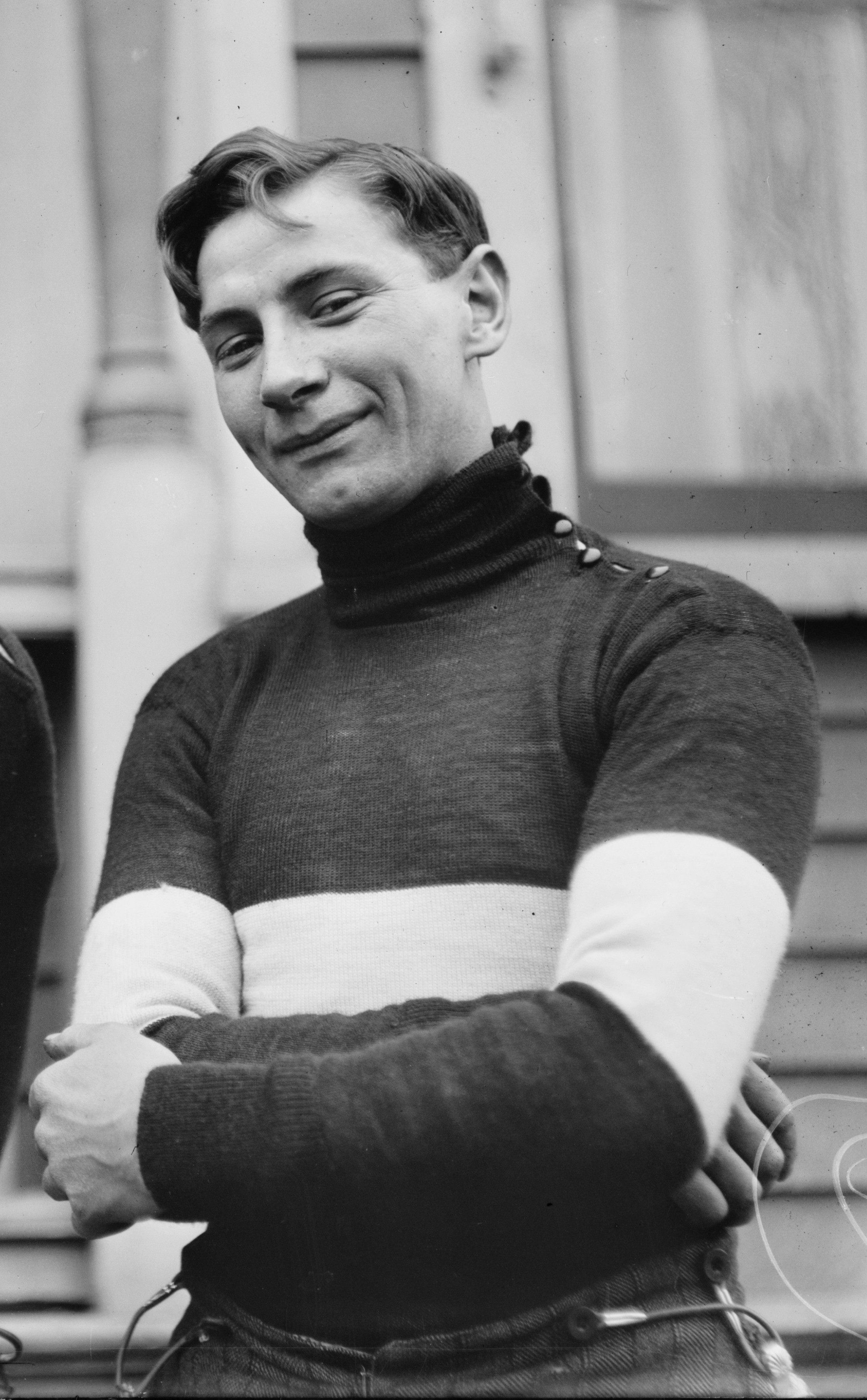
Franz Suter

Franz Suter (* 13. März 1890 in Gränichen; † 1. Juli 1914 in Courbevoie) war ein Schweizer Radrennfahrer.
Franz Suter war einer von sechs Brüdern (Max, Paul, Fritz, Gottfried und Heiri), die alle Radrennfahrer waren. Die Begeisterung für den Radsport hatte der Vater, ein Schlossermeister, in ihnen geweckt, der sich selbst ein Veloziped gebaut hatte. Im Jahre 1908 wurde Franz Suter Dritter der Schweizer Strassenmeisterschaften. Im Jahr 1911 gewann er gemeinsam mit seinem Bruder Paul das Sechstagerennen von Hamburg; damit waren sie die ersten Schweizer, die ein Sechstagerennen gewannen.
Im Jahr 1912 gewann Franz Suter Rund um die Hainleite, Rund um Krefeld, Rund um die Lausitz sowie die Fernfahrten Nürnberg–München–Nürnberg und Wien–Berlin. 1914 wurde er, als er mit Oscar Egg und Paul Suter bei einem Spaziergang einen Bahnübergang überquerte, von einem Zug erfasst und starb im Alter von 24 Jahren vor den Augen seines Bruders Paul.